# Benno Zierer (Politiker, 1934)
Benno Zierer (* 24. März 1934 in Lintach, Bezirksamt Amberg; † 27. April 2021) war ein deutscher Politiker (CSU), unter anderem Mitglied des Bundestages für den Wahlkreis 219 (Regensburg).

## Leben
Nach dem Abitur an einem humanistischen Gymnasium absolvierte er das Examen an der Bayerischen Beamtenfachhochschule. Er war daraufhin bei der Kommunalverwaltung der Stadt Regensburg tätig und wurde Leiter des Städtischen Fuhrparks.
1960 trat Zierer der Jungen Union (JU) und der CSU bei. Von 1965 bis 1971 war er Vorsitzender des JU-Kreisverbandes Regensburg-Land, 1975 bis 1981 CSA-Kreisvorsitzender und 1975 bis 2003 stellvertretender Vorsitzender des CSU-Bezirksverbands Oberpfalz. 
Benno Zierer war verheiratet, lebte in Obertraubling und hatte drei Töchter.

## Abgeordneter
Von 1970 bis 1982 war Zierer Mitglied des Oberpfälzischen Bezirkstages, er war dort Referent für kulturelle Angelegenheiten. Von 1972 bis 2002 saß er auch im Regensburger Kreistag. Von 1980 bis 2002 gehörte er dem Deutschen Bundestag an. Er vertrat als direkt gewählter Abgeordneter den Bundestagswahlkreis Regensburg. Er galt als erfahrener Verteidigungspolitiker. Von 1998 bis 2003 war er Vorsitzender des Verteidigungsausschusses und des Bundestagsunterausschusses Europapreis. Von 1984 bis 2003 war er zudem Mitglied der Parlamentarischen Versammlung des Europarates, von 1987 bis 1995 als Ersatzmitglied.

## Ehrungen
Für seine Leistungen erhielt Benno Zierer mehrere Auszeichnungen, darunter das Bundesverdienstkreuz 1. Klasse, den Bayerischen Verdienstorden und 2011 die Ehrenraute in Gold der CSU. Er war Ehrenmitglied des Oberpfälzer Kulturbundes. 2015 erhielt er die Denkmalschutzmedaille für die Rettung von Schloss Alteglofsheim.